# Коуделька, Роман
Ро́ман Ко́уделька (чеш. Roman Koudelka; род. 9 июля 1989 года, Турнов, ЧССР) — известный чешский прыгун с трамплина, участник Олимпийских игр.
В Кубке мира Коуделька дебютировал в 2006 году, в феврале 2007 года впервые попал в десятку лучших на этапе Кубка мира. Всего на сегодняшний момент имеет 22 попадания в десятку на этапах Кубка мира, 12 в личных соревнованиях и 10 в командных. Лучшим результатом Коудельки в итоговом общем зачёте Кубка мира является 16-е место в сезоне 2008—2009.
На Олимпиаде-2010 в Ванкувере стартовал в трёх дисциплинах: стал 7-м в команде, 12-м на нормальном трамплине и 23-м на большом трамплине.
За свою карьеру участвовал в двух чемпионатах мира, лучший результат 5-е место в команде на чемпионате-2009 в Либереце.
В январе 2011 года на этапе в Гарахове Коуделька первый раз попал на пьедестал почёта, заняв третье место на Полётном трамплине, причём после первой попытки он был только на шестом месте.
Использует лыжи производства фирмы Fischer.